# 9 Pułk Armat Polowych (austro-węgierski)
Pułk Armat Polowych Nr 9 (FKR. 9) – pułk artylerii polowej cesarskiej i królewskiej Armii.

## Historia pułku
W 1914 roku pułk stacjonował w Klagenfurcie na terytorium 3 Korpusu i wchodził w skład 3 Brygady Artylerii Polowej, a pod względem taktycznym był podporządkowany komendantowi 6 Dywizji Piechoty w Grazu.
Swoje święto pułk obchodził 3 lipca w rocznicę bitwy pod Sadową stoczonej w 1866 roku.

## Komendanci pułku
- płk Franz Steiner von Treuendorf (1914[2])